# Pisàtida
La Pisàtida (grec antic: Πισᾶτις) era el districte de la ciutat de Pisa, a la zona central de l'Èlida. Creuaven el país les muntanyes Fòloe, d'on sorgia l'Erimant, i el riu Alfeu, que constituïa el seu límit sud, si bé el país s'estenia una mica més al sud del riu. A la costa destacava el cap Ictis.

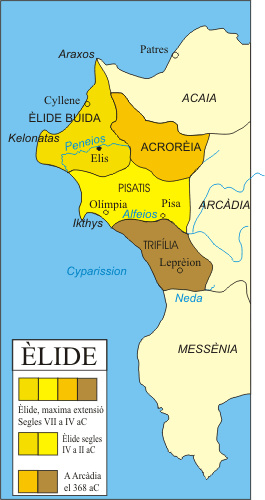
La Pisàtida i territoris veïns

A la regió de la Pisàtida s'hi trobava Olímpia i la presidència dels jocs que se celebraven allí corresponia a la ciutat de Pisa. El país va ser conquerit pels eleus de l'Èlida Buida, i va assajar de revoltar-se més d'un cop fins que finalment Elis va destruir Pisa i altres ciutats el 572 aC, i així la Pisàtida va passar a ser un districte de l'Èlida. Arcàdia en va restablir la independència el 364 aC, però va ser retornat a Elis el 362 aC.

## Ciutats de la Pisàtida
- Letrinos
- Disponti
- Fees
- Alísion
- Salmona
- Heraclea
- Margana
- Amfídolos
- Olímpia
- Pisa
- Hàrpina